# Рупча
Рупча (болг. Рупча) — село в Болгарии. Находится в Бургасской области, входит в общину Руен. Население составляет 454 человека (2022).

## Политическая ситуация
В местном кметстве Рупча, центром которого является Рупча, должность кмета (старосты) исполняет Ахмед Якуб Мустафа (Движение за права и свободы (ДПС)) по результатам выборов.
Кмет (мэр) общины Руен — Дурхан Мехмед Мустафа (Движение за права и свободы (ДПС)) по результатам выборов.